# Tōon
Tōon (東温市 Tōon-shi?) este un municipiu din Japonia, prefectura Ehime.